# Christian Tafdrup
Pour les articles homonymes, voir Tafdrup.
Christian Tafdrup, né le 8 avril 1978 à Copenhague (Danemark), est un acteur, réalisateur et scénariste danois.

## Biographie
Christian Tafdrup est diplômé de l'École nationale de théâtre (da) en 2003.

## Filmographie

### Comme acteur
- 1993 : Smukke dreng : Nick
- 2002 : Debutanten : Hamlet
- 2003 : Baby : Håndlanger
- 2005 : Den store dag : Lars
- 2005 : Veninder : Ung fyr
- 2005 : Nynne : Fyr på restaurant
- 2006 : Soap (En soap) : Kunde 1
- 2006 : After the Wedding (Efter brylluppet) : Christian Refner
- 2006 : Princess : Charlie
- 2007 : Daisy Diamond : Thomas Lund
- 2008 : Dig og mig : Oscar
- 2008 : I'll Come Running : Søren
- 2009-2010 : Bienvenue à Larkroad (Lærkevej) (série télévisée comique)
- 2012 : The Killing (Forbrydelsen) : Thorsten Seifert
- 2012 : Lærkevej - til døden os skiller : Sune Holm
- 2013 : Borgen, une femme au pouvoir : Alexander Hjort
- 2016 : Parents (Forældre) : Ejendomsmægler
- 2017 : En frygtelig kvinde (da) : James
- 2022-2023 : Carmen Curlers : Poul (série télévisée, 11 épisodes)

### Comme scénariste et réalisateur
- 1999 : Kopisten (da)
- 2002 : Debutanten (da)
- 2008 : En forelskelse (da)
- 2016 : Parents (Forældre)
- 2017 : En frygtelig kvinde (da)
- 2022 : Ne dis rien (Speak No Evil)